# Eladio Herrera
Eladio Óscar Herrera; (* 9. Februar 1930 in Buenos Aires; † 25. November 2014) war ein argentinischer Boxer. Er war Teilnehmer der Olympischen Sommerspiele 1948 in London und 1952 in Helsinki.
Herrera gewann bei den Olympischen Sommerspielen 1952 in Helsinki die Bronzemedaille im Halbmittelgewicht. Nach den Olympischen Spielen wurde er Profi. Seine Profikarriere dauerte allerdings nicht sehr lange an. Seinen zweiten Kampf gegen Ubaldo Sacco verlor er und beendete seine Profikarriere. Er wurde Sportlehrer und Trainer  bei Almagro Boxing Club in Buenos Aires.

## Kämpfe bei den Olympischen Spielen

### Boxturnier 1948 in London
- 1. Runde: Freilos
- 2. Runde: Sieg gegen Humberto Loayza (Chile)

- Viertelfinale: Niederlage gegen Hank Herring (USA)

### Boxturnier 1952 in Helsinki
- 1. Runde: Sieg gegen Ardashes Saginian (Iran)
- 2. Runde: Sieg gegen Josef Hamberger (Österreich)
- Viertelfinale: Sieg durch Disqualifikation in der 3. Runde gegen Guido Mezzinghi (Italien)
- Semifinale: Niederlage gegen László Papp (Ungarn)

## Karriere als Profi
Herrera bestritt 1953 und 1955 je einen Kampf. Er beendete seine Profikarriere mit einem Kampfrekord von 1:1
- 11. März 1953: Sieg durch KO gegen Miguel Luchesi (Argentinien)
- 11. Februar 1955: Niederlage nach Punkten gegen Ubaldo Sacco (Argentinien)